# Perfect World (Maan)
Perfect World is een nummer uit 2016 van de Nederlandse zangeres Maan, in samenwerking met de Nederlandse dj Hardwell.
Met "Perfect World" won Maan het zesde seizoen van The voice of Holland. Na haar overwinning werd het nummer uitgebracht op single. Het haalde de 31e positie in de Nederlandse Top 40. Op 1 april 2016 ontving Maan een gouden plaat voor die single uit handen van Hardwell.